# Mary Landrieu
Mary Loretta Landrieu (Arlington, 23 novembre 1955) è una politica statunitense, senatrice per lo stato della Louisiana dal 1997 al 2015 per il Partito Democratico. In precedenza, Landrieu ha servito come tesoriera dello stesso stato dal 1988 al 1996 e ancor prima come rappresentante statale dal 1980 al 1988. Ad oggi, Landrieu è l'ultimo membro del Partito Democratico a rappresentare lo stato della Louisiana al Congresso.

## Biografia
Figlia dell'ex sindaco di New Orleans Moon Landrieu e sorella dell'attuale sindaco Mitch Landrieu, di dichiarate origini italiane, è stata nel 1997 la prima donna italoamericana ad entrare nel Senato degli Stati Uniti; durante la sua permanenza ha fatto parte della Italian American Congressional Delegation.
Mary Landrieu è nata ad Arlington (Virginia), ed è cresciuta a New Orleans, Louisiana. Educata secondo la religione cattolica, studiò alla Ursuline Academy di New Orleans. Laureatasi alla Louisiana State University a Baton Rouge nel 1977.
Membro della Camera dei Rappresentanti della Louisiana dal 1980 al 1988, prestò serviziò come responsabile del tesoro per lo stato della Louisiana dal 1988 al 1996. Candidatasi nel 1995 alla carica di governatore, risultò terza classificata nelle elezioni primarie, fallendo il passaggio al turno successivo.
Eletta per tre mandati consecutivi al Senato federale di Washington, si ricandidò per un quarto mandato nel 2014, ottenendo nelle primarie il 42% dei voti, ma venendo sconfitta nel ballottaggio di dicembre dal candidato repubblicano Bill Cassidy.